# Interpump Group
Interpump Group S.p.A. è un'azienda italiana specializzata nella produzione di pompe ad alta ed altissima pressione ad acqua ed uno dei principali gruppi mondiali nel settore oleodinamico.
È quotata alla Borsa Italiana negli indici FTSE MIB  e FTSE Italia STAR della Borsa di Milano.

## Storia
L’azienda nasce nel 1977 in provincia di Reggio Emilia, a Sant'Ilario d'Enza, grazie a Fulvio Montipò, reggiano di Baiso, figlio di un muratore che lavora stagionalmente in Svizzera mentre la mamma fa la domestica,
studi di sociologia a Trento nel periodo caldo del 1968. Inizialmente la produzione dell'azienda, fondata dopo aver convinto alcuni imprenditori della zona a finanziarlo in cambio del 40% delle azioni, è legata a pompe e pistoni ad alta pressione caratterizzata da dimensioni contenute e materiali di tipo nuovo (la ceramica) che portano l’azienda a detenere il 50% del mercato in pochi anni.
Dagli anni novanta inizia ad espandere le aree d’interesse acquisendo altre aziende nel settore delle macchine per pulizie professionali e motori elettrici.
Nel 1995 Montipò vende l'azienda ad un fondo di investimento, BC Partners, dedicandosi all'allevamento di cavalli e agli immobili. Nel 1996 la società viene quotata alla Borsa di Milano e dall’anno successivo inizia ad entrare nel settore oleodinamico con acquisizioni mirate di aziende del settore. E nel 2003 Montipò si riprende l'azienda: esce BC Partners ed entra la Tip di Giovanni Tamburi più i gruppi Ferrero (metallurgico), Seragnoli e Vacchi.
Nel 2005 viene ceduto il ramo relativo alle macchine per pulizie professionali a seguito di un riposizionamento nei settori più tecnologici. Nel 2007 sbarca negli Stati Uniti con l'acquisizione della Nib, uno dei maggiori operatori nei sistemi ad alta pressione.
Nel 2016 acquisisce Tekno Tubi, azienda specializzata nella lavorazione di tubi rigidi.
Nel 2018 Interpump rileva le attività internazionali di Gs-Hydro dopo altre due acquisizioni realizzate nel 2017: l'inglese Bristol Hoss e, per 76 milioni, la spagnola Inoxpa, entrando così in un nuovo settore: il trattamento dei fluidi per alimentare, cosmetica e farmaceutica. La strategia è di rilevare aziende altamente specializzate che lavorano per i grandi operatori del settore come Nestlé, Barilla e Danone. Nel febbraio 2019 rileva il 75% della società canadese Hydra Dyne Tech per 17,2 milioni, proprietaria della tecnologia LocSeal e sede nell'Ontario.

## Dati economici
Nel 2017 il gruppo ha registrato ricavi per 1086,5 milioni di euro con un utile di 135,7 milioni di euro. Nel 2018 il fatturato ha toccato 1,279 miliardi di euro con un aumento del 17,7% e l'utile ha raggiunto i 173,9 milioni (aumento del 28,1%). Nel 2019 le vendite hanno superato 1,3 miliardi (+7%), l'Ebitda è pari 317 milioni, l'utile netto di 180,7 milioni.

## Consiglio di amministrazione
Il consiglio di amministrazione di Interpump è composto da Fulvio Montipò, che è presidente, Giovanni Tamburi, vicepresidente, e da 8 consiglieri: Angelo Busani, Antonia Di Bella, Víctor Gottardi, Fabio Marasi, Marcello Margotto, Federica Menichetti, Stefania Petruccioli, Paola Annunziata Tagliavini.

### Comitato di coordinamento operativo
Il comitato di coordinamento operativo è composto dai 4 direttori generali di prodotto e dal responsabile delle relazioni con gli investitori, Luca Mirabelli, oltre che dal vicepresidente Paolo Marinsek.
I direttori generali sono:
- Mario Ramazzotti, pompe e sistemi ad alta pressione (settore acqua)
- Paolo Mastrostefano, prese di forza e cilindri (settore oleodinamica)
- Victor Gottardi, distributori e valvole (settore oleodinamica)
- Fabio Marasi, tubi e raccordi (settore oleodinamica)

L’ultima parola sulle iniziative del coordinamento spetta comunque al presidente Fulvio Montipò.

## Azionariato
L’azionariato principale è suddiviso tra IPG Holding s.r.l. (23,3%), Mais S.p.A. (3,3%), FMR LLC (7,8%), Fin Tel s.r.l. (4,1%) ed azioni proprie (2,4%), sul mercato circa il 60% (il 32% in mano a fondi esteri, il 28% a investitori istituzionali). Alla fine del 2017 Fulvio Montipò risulta in IPG Holding, la società di controllo, l'azionista di maggioranza relativa col 34,2% dopo l'uscita dal libro soci di Giovanni Cavallini e Sergio Erede, mentre un 12,2% è suddiviso in parti uguali tra le figlie Laura e Lella. Tamburi Investment Partner ha il 23,6% cui si aggiungono titoli propri per il 29,8%.

## Il gruppo
- Settore acqua: Interpump Group S.p.A. (Bertoli, Pratissoli Pompe, Mariotti&Pecini, Ricci Engineering), General Pump Inc., Hammelmann G.m.b.H., Inoxihp S.r.l., Inoxpa S.A., NLB Corporation Inc.
- Settore olio: Walvoil S.p.A. (Galtech; Hydrocontrol), Avi S.r.l., Contarini Leopoldo S.r.l., American Mobile Power Inc., Hydroven S.r.l., I.M.M. Hydraulics S.p.A., Interpump Hydraulics S.p.A. (HS Penta; Hydrocar; Modenflex Hydraulics; PZB), Mega Pacific New Zealand, Mega Pacific Pty Ltd, Muncie Power Inc., Oleodinamica Panni S.r.l. (Cover), Takarada Industria e Comercio lta, Teknotubi S.r.l., Tubiflex S.p.A..

## Presenza internazionale
Interpump è presente nei seguenti paesi con almeno una delle aziende del gruppo:
- America: Canada, Stati Uniti d'America, Brasile, Cile
- Europa: Italia, Francia, Spagna, Inghilterra, Germania, Romania, Bulgaria
- Africa: Sudafrica
- Asia: Emirati Arabi Uniti, Cina, India, Corea del Sud
- Oceania: Australia, Nuova Zelanda